# Беломорская ряпушка
Беломо́рская ря́пушка (лат. Coregonus sardinella marisalbi ) — рыба из рода сигов. Обитает в Белом море и на юго-востоке Баренцева моря.
Обитает в реках бассейна Северного ледовитого океана и его морей. Внешняя схожесть с рыбами семейства сельдевые стала причиной местных названий рыбки: например, в бассейне Печоры её называют «Зельдь».

## Описание
Имеет небольшие размеры: длина в среднем 16—17 см, максимально до 25 см. Вес около 50 грамм, хотя встречаются и особи весом до 150 граммов. Озерная Беломорская ряпушка, как правило, ещё мельче. Иногда встречается помесь ряпушки с сигом. Такая рыба имеет более крупные размеры и вес особи может достигать 215—300 граммов.
Тело узкое; при этом, брюхо более выпукло, чем спина. Спина серо-голубая, бока серебристые, брюхо белое; спинной и хвостовой плавники серые, остальные белые с черноватой вершиной. Верхняя челюсть короче нижней и рот обращен вверх.
Нерестится, как правило, на песчаном и песчано-глинистом грунте, в местах несильного течения. Каждая самка мечет от 7000 до 18000 икринок. Икра желтоватая, диаметром около 1,5 мм. Половозрелость самки наступает на третий год. Нерест происходит в конце лета и осенью, в зависимости от места обитания.
Питается планктоном, мелкими насекомыми и их личинками.

## Промысел и использование
Беломорская ряпушка в некоторых районах является объектом рыболовного промысла. Как правило, весь улов используется в пределах промыслового региона, в другие места не поставляется. В кухне северных народов пользуется большой популярностью. Употребляется, как правило, в свежесолёном виде. 
Основные места промысла на Печоре:
- Лёждуг (Усть-Цилемский район Коми)
- Усть-Цильма (Коми)
- Угра-Виска (Ненецкий автономный округ)
- Лосинец (Усть-Цилемский район Коми)